# Nissan Almera
L'Almera est une automobile compacte du constructeur automobile japonais Nissan produite entre 1995 et 2006. L'Almera est essentiellement le nom des versions européennes des Pulsar / Sentra / Bluebird Sylphy et désigne aussi la version monospace, dénommée Almera Tino.

## N15 (1995 - 2000)
L'Almera (N15), appelée Pulsar au Japon, est lancée fin 1995 en remplacement de la Nissan Sunny ou Pulsar de précédente génération.
Quatre moteurs composent la gamme en 1995 : 1.4 GA14DE, 1.6 GA16DE et 2.0 CD20 diesel. La version GTi est ajoutée un peu plus tard.
Cette voiture a obtenu une note d'une étoile et demie aux tests Euro NCAP.
Presque toutes les Almera vendues en Europe sont des 3 ou 5 portes sauf pour l'Irlande, qui a beaucoup importé des versions 4 portes.
Les modèles haut de gamme sont les suivants :
Phase 1 (1995 - 1998)
- 1.4 Si GA14DE
- 1.6 SRi GA16DE
- 2.0 GTi SR20DE (1996)

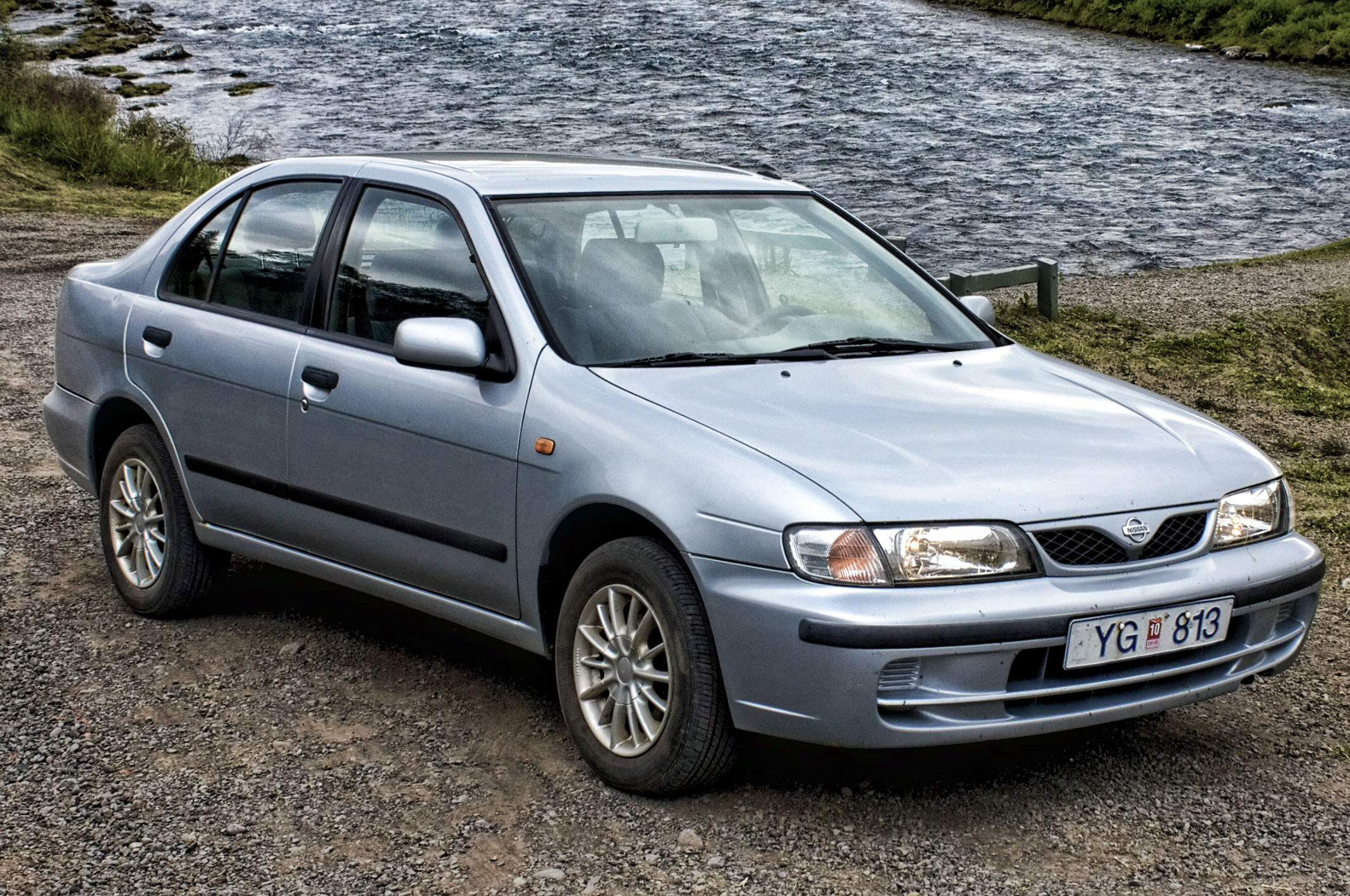
Nissan Almera N15 4 portes
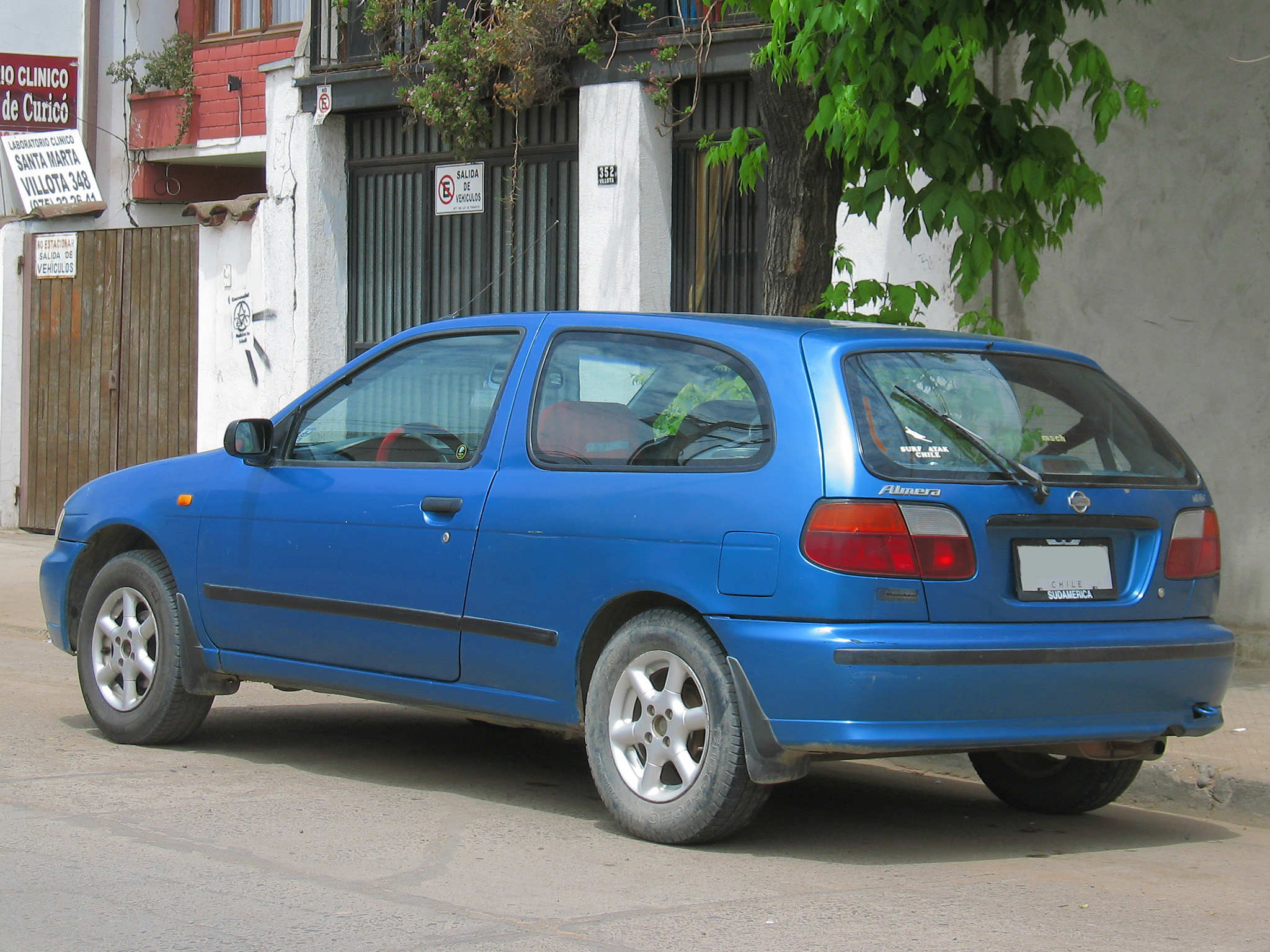
Nissan Almera N15 3 portes

Phase 2 (1998 - 2000)

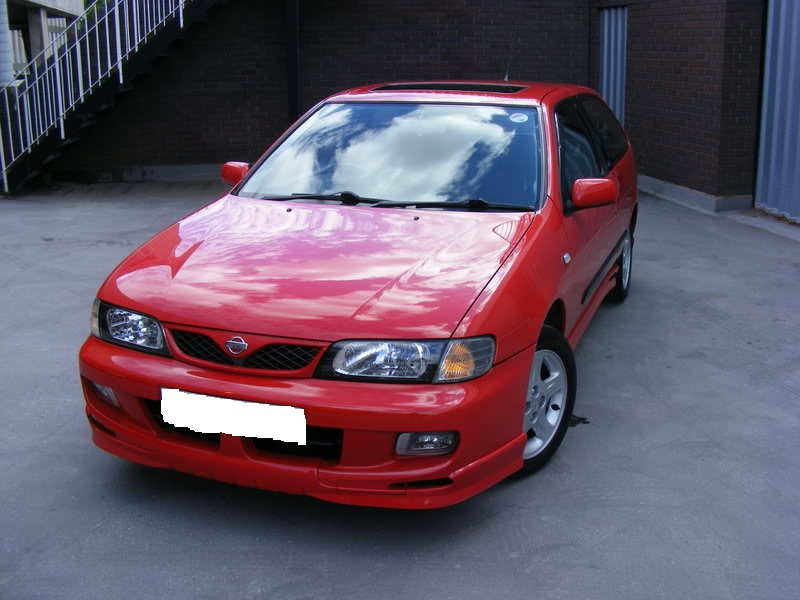
Nissan Almera N15 Phase II 3 portes
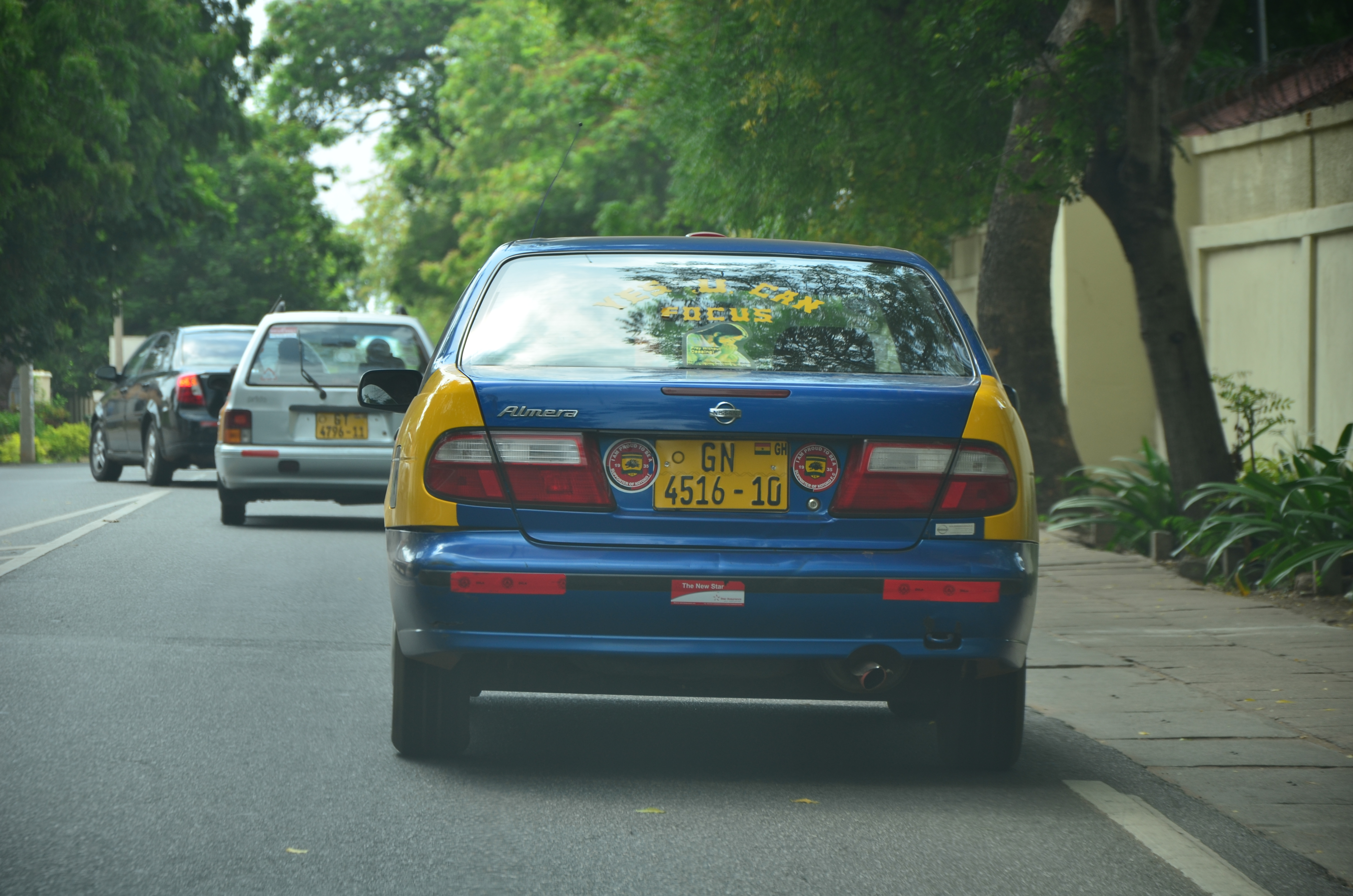
Nissan Almera N15 Phase II 4 portes

## N16 (2000 - 2006)
La nouvelle Almera (ou Almera II), commercialisée en France en juin 2000, adopte une esthétique plus arrondie.
La conception a été complètement revue et le crash-test donne 4 étoiles.
Les motorisations évoluent et passent à 1,5 litre et 1,8 litre en essence et 2,2 litres en diesel.
La version 1 800 cm3 développe 114 ch et son couple maximum ne se trouve qu'à 2 800 tr/min.
Disponible en boîte manuelle ou boîte automatique mais toujours avec une chaîne de distribution (pas de changement à effectuer).
Elle est équipée en série de coussins gonflables de sécurité frontaux et latéraux (« airbags »), d'appuie-tête actifs, d'un ABS, AFU (Aide au Freinage d'Urgence) ; climatisation, direction assistée, vitres électriques, fermeture centralisée, rétroviseurs électriques, réglage en hauteur des phares, banquette 2/3-1/3
Les options : peinture métallisée, jantes en alliage, phares antibrouillard, système de navigation GPS, chargeur CD.
Elle est commercialisée
Le 1.5 DCi 82 ch rejoint la gamme en septembre 2002, suivi par le 2.2 DCi (112 ou 136 ch) en mars 2003.
La Samsung SM3 est vendue en Russie, Ukraine et Amérique centrale sous le nom d'Almera Classic.

### Galerie

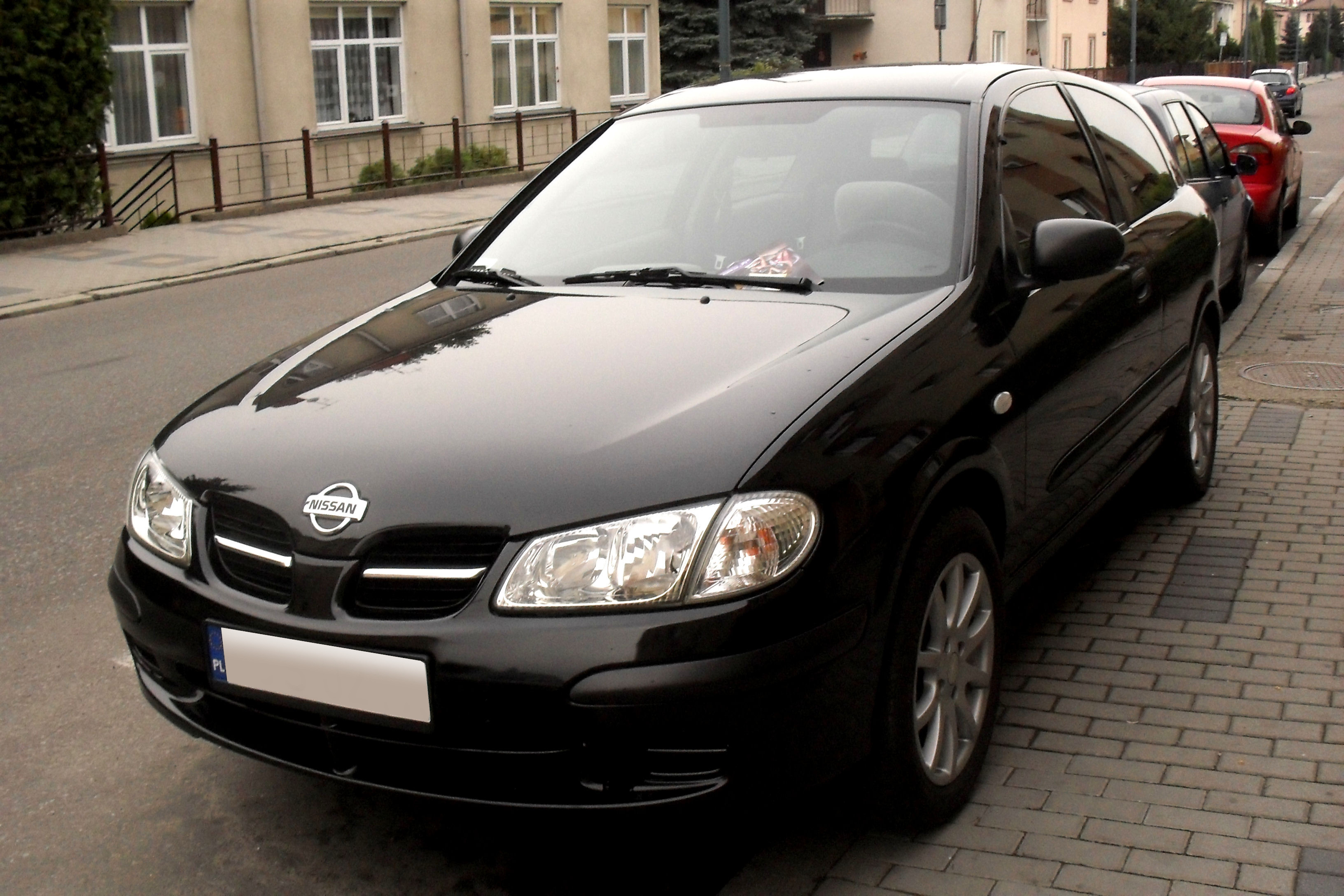
Nissan Almera N16 3 portes
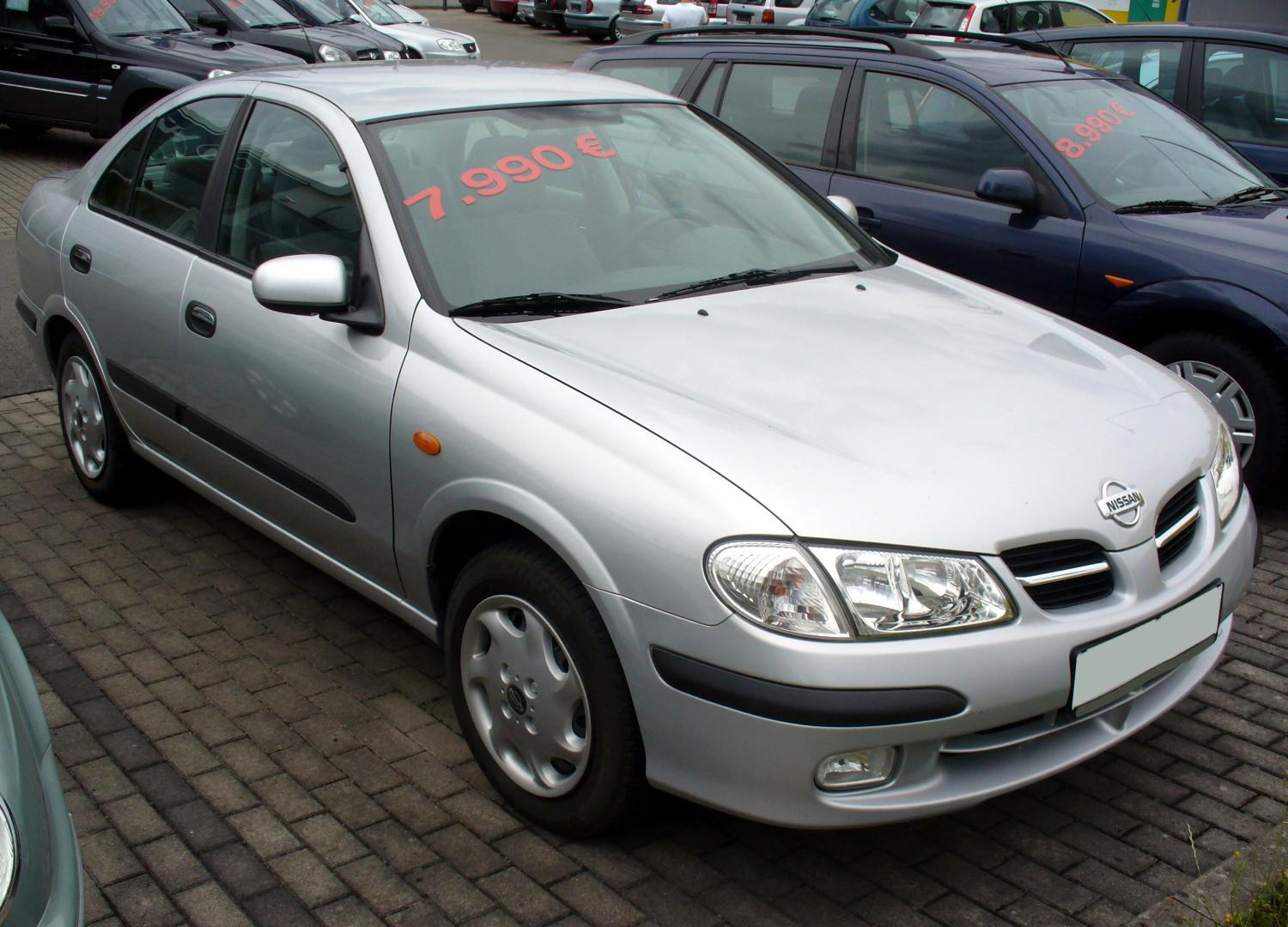
Nissan Almera N16 Sedan
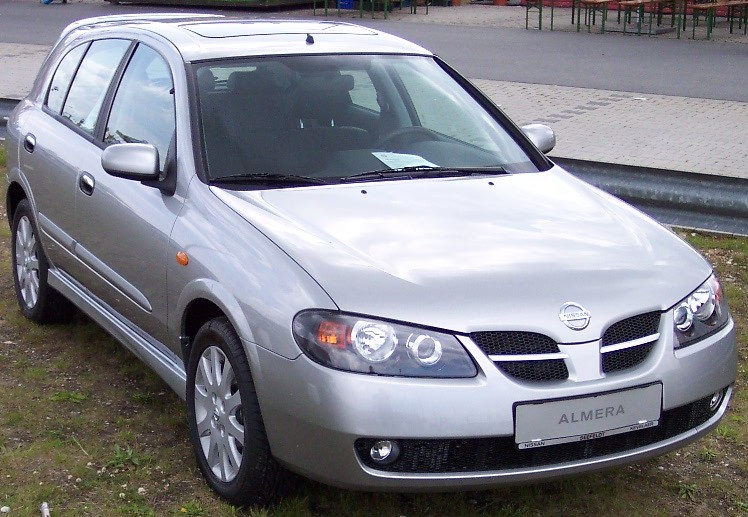
Nissan Almera N16 Phase II 5 portes

### B10 (2006–2010)
En 2002, Renault Samsung Motors en Corée du Sud a commencé à fabriquer la Renault Samsung SM3, une voiture basée sur la Nissan Bluebird Sylphy N16, ainsi que la deuxième génération de la Nissan Almera. Il a été rénové en 2005 et, à partir d'avril 2006, il a commencé à être vendu sous le nom d'Almera Classic en Ukraine et en Russie, sous le nom d'Almera B10 en Amérique centrale, au Venezuela et en Équateur, et sous le nom de Sunny B10 au Moyen-Orient. En Colombie, au Mexique, en Libye ou encore en Égypte, la voiture a été vendue sous le nom de Renault Scala et au Chili sous le nom de Samsung SM3.

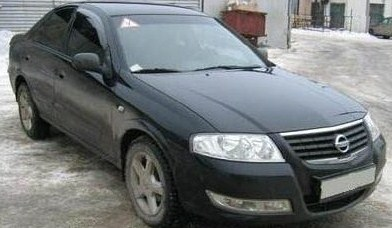
Nissan Almera (B10, 2006–2010)
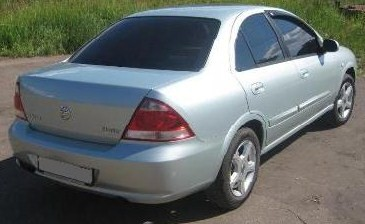
Nissan Almera (B10, 2006–2010)

## N17 (2011- ...)
En octobre 2011, Nissan a lancé un nouveau modèle de berline économique pour le projet Eco-Car en Thaïlande, baptisé Nissan Almera. La voiture est une version redéfinie de la Nissan Latio (N17), basée sur la plate-forme V mondiale de la société. Il est équipé du même moteur essence 1,2 litre (HR12DE) que le Nissan March et dispose d’une transmission manuelle à cinq vitesses ou d’une transmission à variation continue. Le nom est également utilisé pour la voiture en Malaisie, en Australie, en Indonésie, à Singapour, à Maurice et au Nigeria.
En 2013, Nissan a lancé la Latio sous le nom d'Almera aux Philippines [5] et en Malaisie [6].
La troisième génération de Nissan Almera est actuellement produite sur certains marchés africains et asiatiques tels que le Ghana, le Kenya, le Nigeria, l’Afrique du Sud en Afrique et la Malaisie, Maurice, les Philippines, la Thaïlande en Asie et d’autres pays asiatiques. Il est disponible en boîte manuelle à 5 vitesses et en boîte automatique à 4 vitesses. Nissan Almera de troisième génération n’est actuellement ni produit ni vendu pour le marché européen, mais envisage d’être vendu à l’avenir en Europe en tant que rival de Nissan Altima en Amérique du Nord.

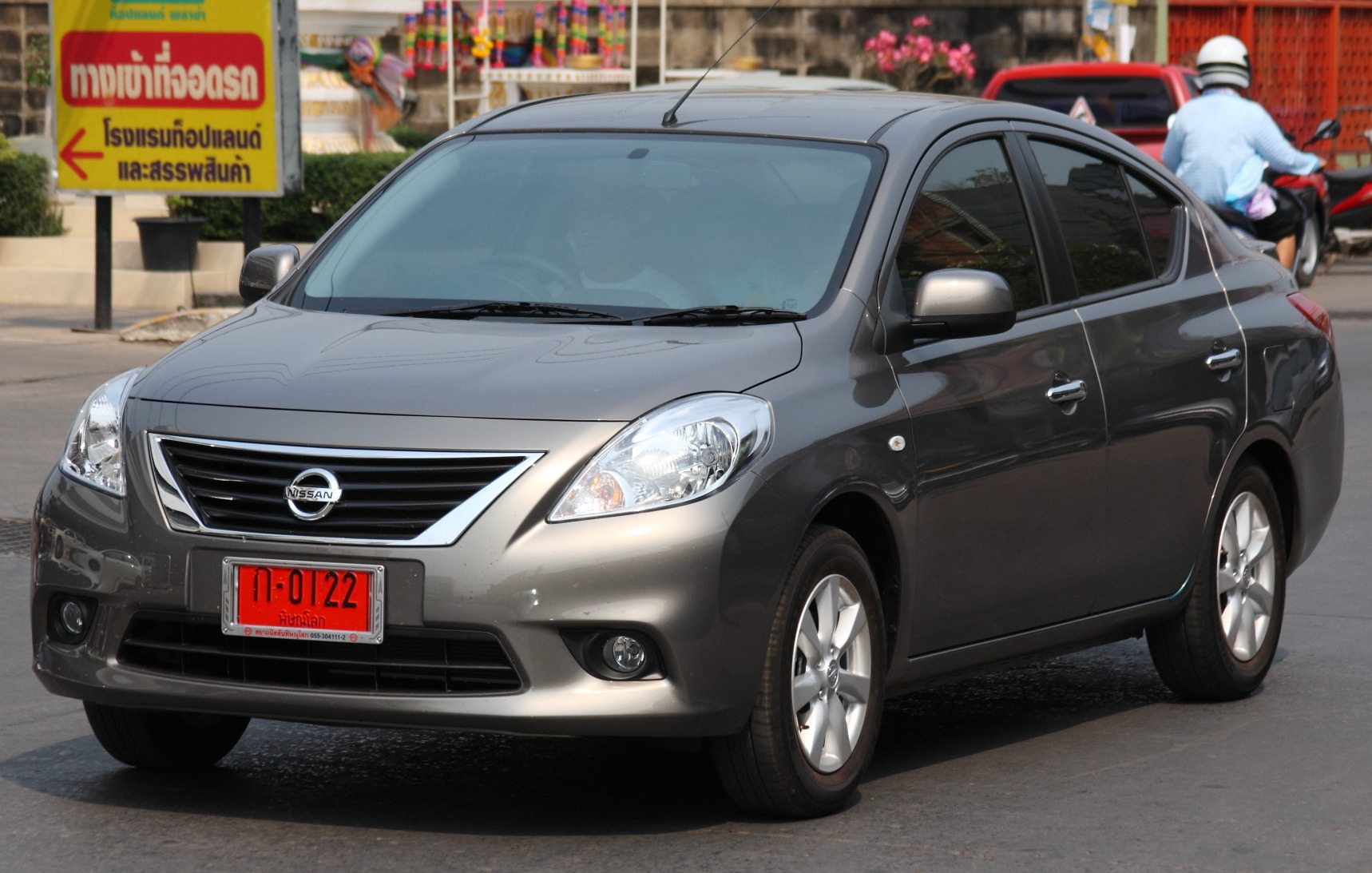
Nissan Almera (N17, 2011–)
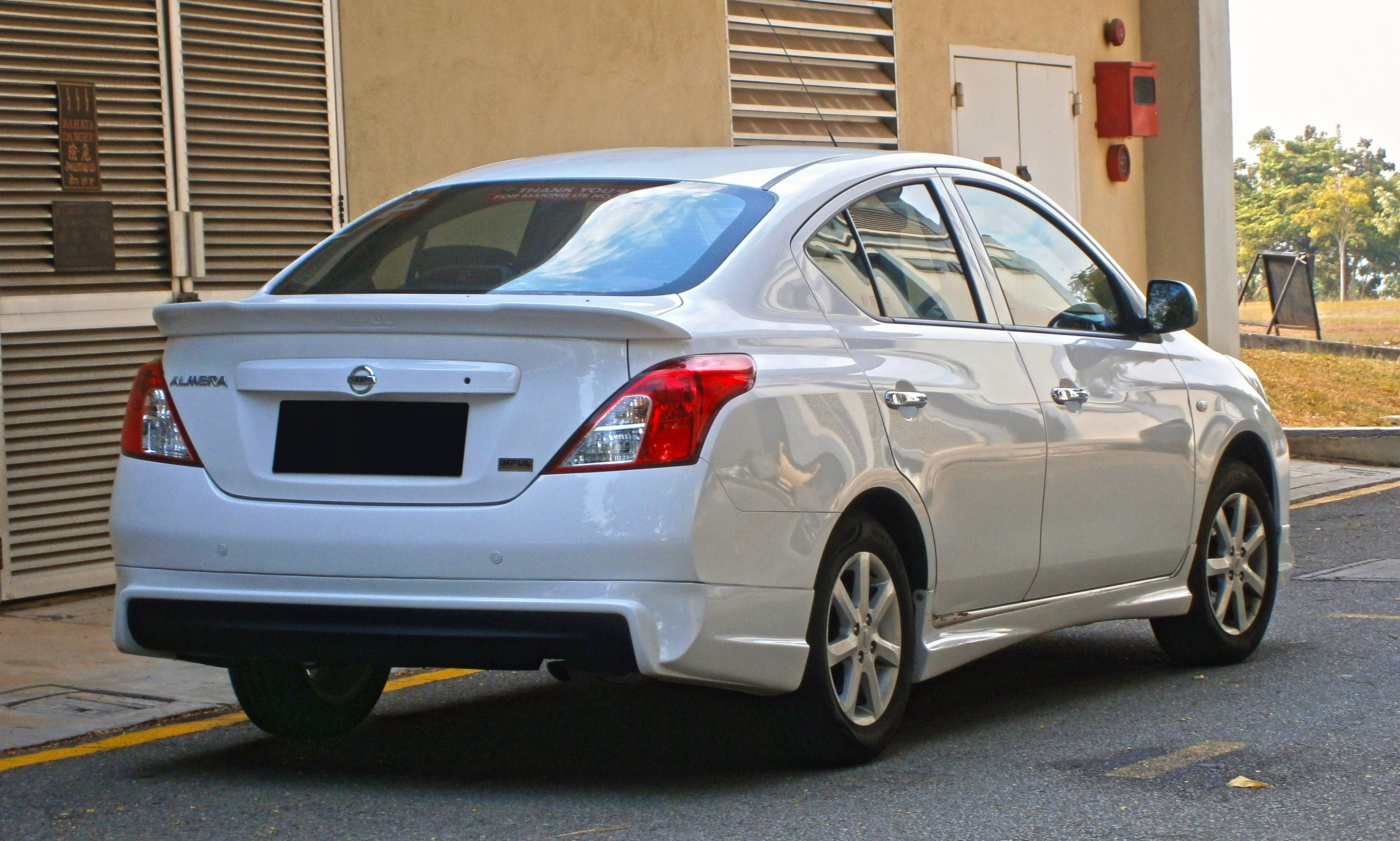
Nissan Almera (N17, 2011–)
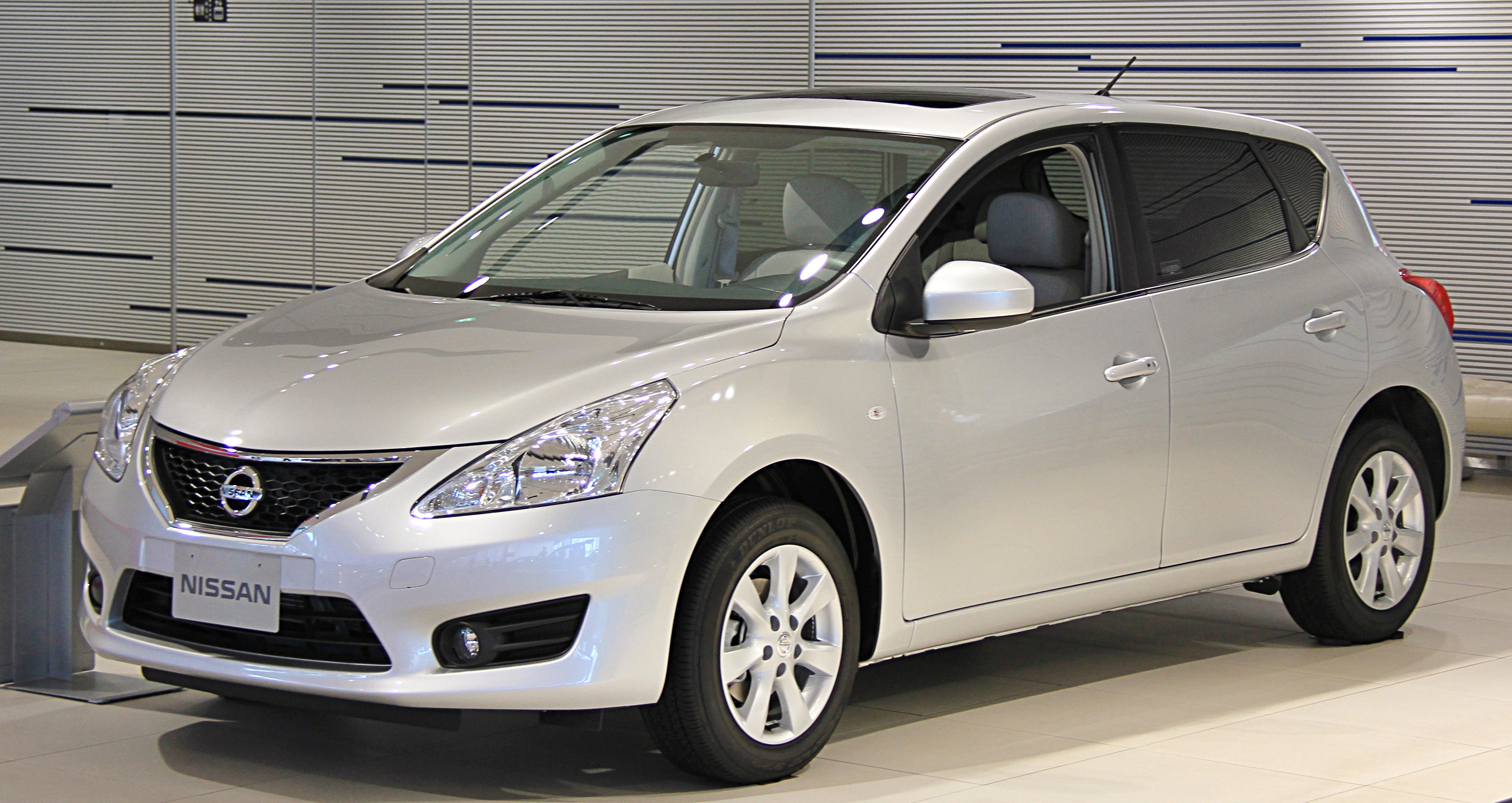
Remplacement:Nissan Tiida

### G11 (2012–2018)
En Russie, la nouvelle Nissan Almera était basée sur la Nissan Bluebird Sylphy G11 présentée en 2005. Elle a été présentée en première mondiale au Salon international de l'automobile de Moscou le 29 août 2012 et utilise le même design que la Bluebird Sylphy, mais un intérieur redessiné pour son tableau de bord. , adapté de la première génération de Dacia Logan. Il est équipé d'un moteur à essence de 1,6 litre (75 kW), d'une boîte manuelle à cinq vitesses ou d'une transmission automatique à quatre vitesses. Il est fabriqué localement à l'usine AvtoVAZ depuis décembre 2012. Les ventes ont commencé en avril 2013 et se sont arrêtées en octobre 2018.

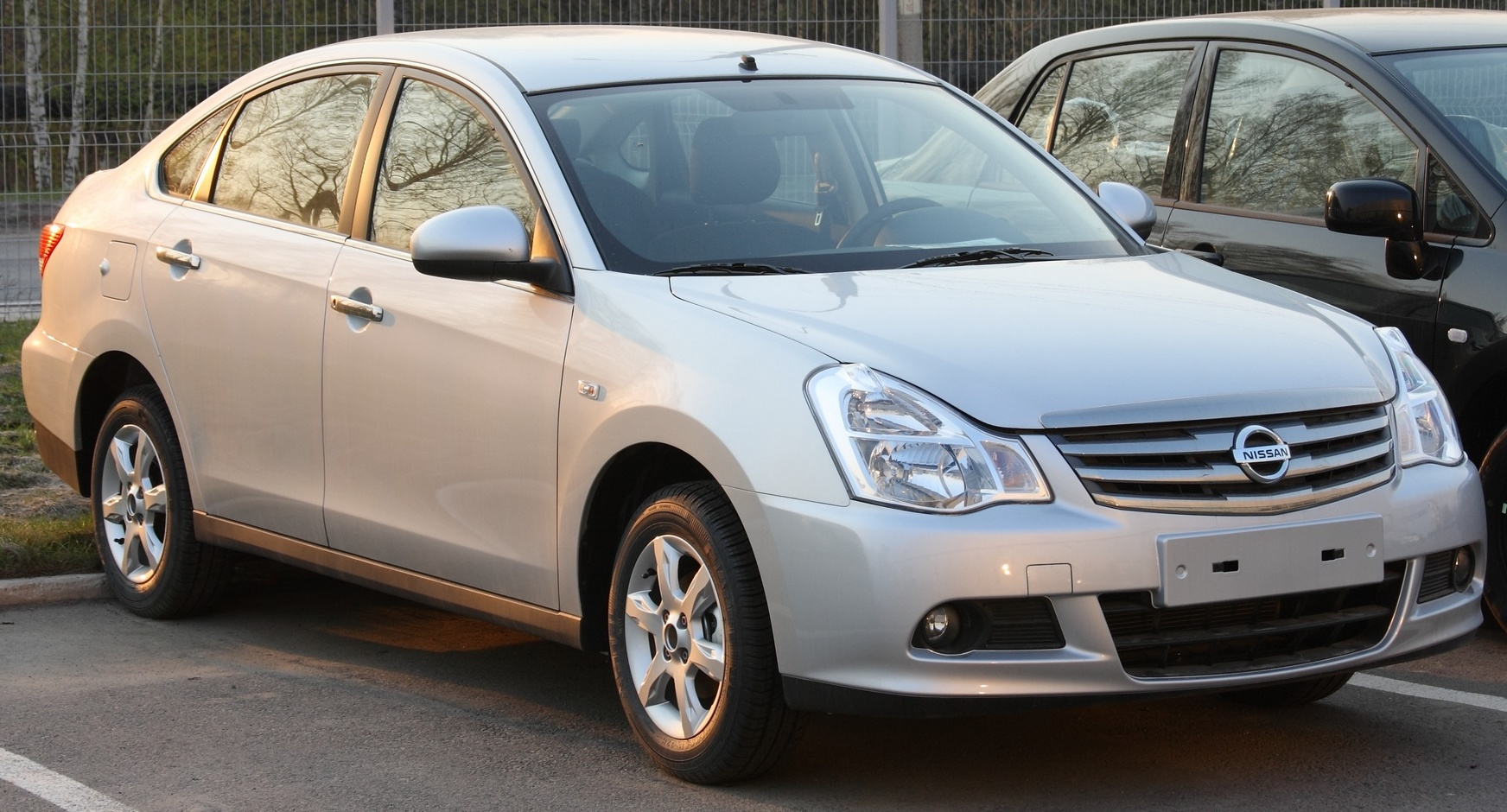
Nissan Almera (G11, 2012–2018)

## Sources
1. ↑  Ademe
2. ↑  http://www.crash-test.org/marques/resultat.php?mod=nisalm_1999 Test Euro NCAP
3. 1 2  « Voitures Neuves 2004 », L'Argus, no Hors-Série,‎ été 2004
4. ↑  http://www.crash-test.org/marques/resultat.php?mod=nisalm_2001 Etoiles crash-test.org